# Cyphia tenera
Cyphia tenera là loài thực vật có hoa trong họ Hoa chuông. Loài này được Diels mô tả khoa học đầu tiên năm 1898.